# Sebők György (zongoraművész)
Sebők György (Szeged, 1922. november 2. – Bloomington, 1999. november 14.) nemzetközileg elismert Liszt Ferenc-díjas zongoraművész és az Indiana University School of Music professzora Archiválva 2013. július 28-i dátummal a Wayback Machine-ben volt Bloomingtonban (Indiana, USA).

## Élete
Sebők Vilmos (1887–1943) ügyvéd és Krausz Klára (1896–1978) gyermekeként született; húga Sebők Éva költő, műfordító. Zenei tanulmányait 5 éves korában szülővárosában kezdte. Tehetségét anyai nagyapja, Krausz József (1866–1950) szegedi főorvos ismerte fel, aki bemutatta őt dr. Baranyi Jánosnak, Dohnányi Ernő egykori tanítványának, Szeged akkori legelismertebb zongoratanárának. A mester a gyermek tanításával először Bartl Ödönné zongoratanárnőt bízta meg és a zeneelméletre Szögi (Szeghy) Endre tanította, és ő vette észre, hogy abszolút hallása van a „kis növendéknek”. Kamarazenére Gábor Arnoldné hegedűtanárnő oktatta. Később a tanítását Sándor György vette át, aki abban az időben Bartók Béla tanítványa volt a Zeneakadémián és hetente Szegedre utazott tehetséges növendékeknek órákat adni.
1938-ban, 16 évesen felvételt nyert Székely Arnold osztályába a Zeneakadémiára. Később a tanulást Keéri-Szántó Imrénél folytatta, majd egy rövidebb ideig Faragó Györgyhöz került. A kamarazenét Weiner Leótól a zeneszerzést Kodály Zoltántól tanulta. A sors és a körülmények játéka, hogy az akadémián nem a tanáraitól tanult a legtöbbet. Olyan helyzetbe került, hogy kísérte Zathureczky Ede osztályát, kísért Molnár Imre énekóráin, Kresz Géza hegedűóráin, kísért diplomahangversenyeken, vagyis egyszerre volt korrepetitor, növendék, illetve tanár. A Zeneakadémiát befejezve (1938) Paul Weingarten zongoraművész magántanítványa lett.
Huszonegy évesen őt sem kerülte el a második világégés, behívták munkaszolgálatra. Távollétében édesanyját és tizenhét éves nővérét deportálták, de túlélték a megpróbáltatásokat. A háború után Szegedre költözött. Később Bukarestbe utazott és ott a véletlen szerencsének köszönhetően George Enescu felkérte szólistának egy zenekari koncertre. A nagy sikernek köszönhetően Erdély-szerte koncertezett, majd rövidebb ideig Párizsban tartózkodott, de ekkor még kénytelen hazautazni (1946). Ezután újra Budapesten kapott lehetőséget, ami az akkori Bartók Konzervatórium zongoratanári állásában kínálkozott (1949-1957). Ezekben az időkben a tanítás mellett sokat szerepelt koncerteken, rádió felvételeket készíthetett és szerepelhetett a Világifjúsági Találkozón (VIT) is, ahol díjat is kapott. Az elismertség és a megbecsülés jegyeként 1952-ben megkapta a Liszt Ferenc-díjat.
1956 őszén, látva az itthoni helyzetet, (másodszor is) Párizsba költözött (1957). Egy kinti sikeres szólóest után Gabriel Dussurget-nek, a párizsi Opera későbbi igazgatójának ajánlásával lemezszerződési ajánlatot kapott az Erato hanglemezcégtől, 8 lemez elkészítésére, amiből az első azonnal „Grand Prix du Disque”-díjat kapott. 1958–tól stabilizálódott a kinti helyzete és lehetőség nyílt a régen áhított nemzetközi karrierre.
Az Egyesült Államokbeli Pennsylvaniából és Coloradóból kapott meghívást, melyet nem fogadott el. Később 1962-ben az Indiana Állami Egyetem zenei fakultására, a Jacobs School of Music, által felajánlott lehetőséggel élve Bloomingtonba került.
|  |  |  |

1985-től az egyetem örökös professzora címet kapja (1993-ban Bloomingtonban 1 évig tanítványa volt Bogányi Gergely). Sok-sok éven át hangversenyezett és kurzusokat tartott a világ számos pontján. 14 évig dolgozott a berlini Hochschule der Künste vendégtanáraként. Tanított a tokiói Toho Schoolban, a párizsi Conservatoire-on, Amszterdamban, Barcelonában, Banffban (Kanada) és a finn Sibelius Akadémián, valamint idehaza Keszthelyen, a Szombathelyi Bartók Szemináriumon és a Zeneakadémián. 1985-ben kurzust alapított ’Ernen Musikdorf’ néven a svájci Ernenben. Élete végéig aktív művész maradt, Amerika, Európa, Japán és a világ számos helyén, felejthetetlen, maradandó koncertet adott. Munkásságát számos kitüntetéssel jutalmazták világszerte.

## Díjai, elismerései
- Liszt Ferenc-díj (1952)
- Ernen díszpolgára (Svájc) (1988)
- Párizs város aranyérme - Jacques Chirac francia köztársasági elnök tüntette ki (1995)
- A Magyar Köztársasági Érdemrend Középkeresztje (1995)
- A Francia Becsületrend (1996).
- Szeged Város Emlékplakettje (1997)